# Omuthiya
Omuthiya (pełna nazwa Omuthiya Gwiipundi ) – miasto w Namibii, stolica regionu Oshikoto. Populacja miasta w roku 2011 wynosiła 5000 mieszkańców.